# Loving You's a Dirty Job but Somebody's Gotta Do It
Loving You's a Dirty Job but Somebody's Gotta Do It è un singolo della cantante gallese Bonnie Tyler e del cantante statunitense Todd Rundgren, pubblicato nel 1985 ed estratto dall'album Secret Dreams and Forbidden Fire.
Il brano è stato scritto e prodotto da Jim Steinman.

## Tracce
- 7"

1. Loving You's a Dirty Job But Somebody's Gotta Do It (Jim Steinman) — 5:40
2. Under Suspicion (B. Tyler, P. Hopkins, P. Oxendale) — 4:24

- 12" maxi

1. Loving You's a Dirty Job But Somebody's Gotta Do It (long version) (Jim Steinman) — 7:48
2. Under Suspicion (B. Tyler, P. Hopkins, P. Oxendale) — 4:24
3. It's a Jungle Out There (Dennis Polen, Paul Pilger, William Moloney) — 3:57